# Made in Brazil (banda)
Made in Brazil é uma banda brasileira de rock de São Paulo, sendo uma das bandas de rock and roll mais antigas em atividade no Brasil, devido à sua longevidade.
É uma importância no panorama roqueiro dos anos 1970, é considerada uma lenda do gênero.
A banda foi incluída no Guinness por ser a banda em atividade que teve o recorde de maior número de formações do mundo (são mais de 200). A banda, inclusive, já contou com a participação de 126 músicos diferentes.

## História
A banda foi formada em 1967 no bairro da Pompeia, na cidade de São Paulo pelos irmãos Oswaldo Vecchione (baixista) e Celso Vecchione (guitarrista).
Em 1969, foram os primeiros a usar maquiagem artística em shows, pintando o rosto e partes do corpo nas performances ao vivo.
Em 1974, gravam seu álbum de estreia, Made in Brazil, pela RCA Victor, conhecido como "disco da banana" (pois trazia o desenho de uma banana na capa principal), que é considerado um dos melhores discos de rock brasileiro da década de 1970. Trazia um rock vigoroso e com vocais muito bem elaborados por Cornélius Lúcifer. Ele apresenta o primeiro grande hit do grupo: "Anjo da Guarda". Esse disco conta ainda com o baterista Rolando Castello Júnior, que logo depois formaria a banda Patrulha do Espaço.
Em 1975, é lançado seu segundo álbum de estúdio, Jack, O Estripador, já com Percy Weiss nos vocais e Ezequiel Neves na produção, que trazia as músicas "Jack o Estripador", "Quando a Primavera Chegar", "Batatinhas", entre outras. Vendeu aproximadamente 90 mil cópias. Na turnê deste disco, no Rio, Ney Matogrosso fez vocais de apoio para a banda, enquanto o Roberto de Carvalho tocou guitarra. No mesmo ano ano participam da coletânea Implosão do Rock.
Em 1977, a banda grava o álbum Massacre, porém o álbum foi totalmente censurado pela ditadura militar, que proibiu de ser lançado na época, sendo lançado somente em 2005. O show de lançamento do disco também foi vetado em sua estreia no antigo Teatro Aquários. Localizado na região mais boêmia da cidade, o bairro do Bixiga, o teatro foi lacrado e os equipamentos da banda confiscados. Após dias de tensas negociações, que incluíram um show privado para apenas 3 censores em um auditório com capacidade para 1200 espectadores, o show foi liberado sob várias condições, entre as quais a troca de nove músicas e mudanças drásticas no cenário e divulgação.
Em 1978, a banda lança o álbum "Paulicéia Desvairada", seu maior sucesso. O disco, que faz uma homenagem ao poeta Mario de Andrade, teve, entre os principais sucessos, "Gasolina", "Uma Banda Made in Brazil" e a faixa-título "Pauliceia Desvairada".
No ano seguinte, em 1979, eles fizeram dois shows homéricos no extinto Playcenter, no festival Rock & Jeans, em São Paulo. A banda se apresentou ao lado da ala de ritmistas da Mocidade Alegre, algo, até então, surpreendente para um grupo de rock.
Em 1981, lançam Minha Vida É Rock 'n' Roll, com o baixista Oswaldo assumindo também a função de vocalista principal, que exerce até a atualidade.
Em 1986, lançam os álbuns ao vivo Made Pirata - Volumes I e II.
Em 1990, gravam ao vivo o disco In Blues no SESC Pompeia, em São Paulo.
Em 1997, é lançado o álbum "Sexo, Blues & Rock N" Roll".
Em 2008, é lançado o álbum Rock de Verdade!.
Em 2016, a banda lança o DVD 48 Anos, gravado ao vivo no Centro Cultural São Paulo.
Em 2017, em comemoração aos 50 anos de banda, é realizada a exposição "Viva Made in Brazil" no Centro Cultural São Paulo. Também realizaram dois shows comemorativos, um acústico com os convidados João Gordo (Ratos de Porão), Serguei, Netinho (Os Incríveis), Théo Werneck e ex-integrantes históricos; e um elétrico com os convidados Eduardo Araujo, João Gordo (Ratos de Porão), Pompeu (Korzus), Clemente (Inocentes), Serguei, Netinho (Incríveis) e ex-integrantes históricos.
Em 12 de junho de 2020, Oswaldo Vecchione sofreu um AVC (Acidente Vascular Cerebral). Em poucos meses, sentado em uma cadeira de rodas, voltou aos palcos para fazer dois shows no interior de São Paulo, um em Mogi Mirim e outro em Amparo, além de uma live em São Paulo.
No início de 2021, a banda publicou sua nova música "Minha Banda de Rock (Todo Dia Quero Tocar)". No mesmo ano, foi lançado o documentário "Uma banda Made in Brazil", do diretor, videomaker e fotógrafo paranaense Egler Cordeiro.
Em 21 de outubro de 2023, o guitarrista Celso Vecchione falece de mal súbito, aos 74 anos.

## Integrantes

### Formação atual (2024)[19]
- Oswaldo Vecchione (vocais, baixo, guitarra, violão e gaita) (1967-presente)
- Octavio "Bangla" Lopes (sax) (1979-presente)
- Guilherme "Ziggy" Mendonça (guitarra e violão) (2013-presente)
- Solange "Sol" Blessa (backing vocals e percussão) (2017-presente)
- Ivanir "Janis" Venâncio (backing vocals e percussão)
- Rick Vecchione (bateria)
- Marcelo Frisoni (baixo e violão)
- Marcelo Chaves (guitarra, violão e baixo)

### Ex-integrantes
- Celso "Kim" Vecchione (guitarra e baixo) (1967-2023, falecido em 2023)
- Cornelius Lucifer (vocais) (falecido em 2013)[7]
- Percy Weiss (vocais) (1975-2079, falecido em 2015)[20][21]
- Debora Vecchione (vocais) (falecida em 2009)[22][23]
- Mr. Ruffino (baixo)[24]

## Discografia

### Álbuns de estúdio
- Made in Brazil (1974)
- Jack, o Estripador (1976)
- Pauliceia Desvairada (1978)
- Minha Vida É Rock 'n' Roll (1981)
- Deus Salva... o Rock Alivia (1985)
- Sexo, Blues & Rock 'n' Roll (1997)
- Massacre (2005)
- Rock de Verdade! (2008)

### Álbuns ao vivo
- Made Pirata - Vol. I (RGE Discos, 1986)
- Made Pirata - Vol. II (RGE Discos, 1986)
- In Blues (Vinil Records, 1992)
- Fogo na Madeira (acústico, Made in Brazil Records, 2000)
- Fogo na Madeira 2 (acústico, Made in Brazil Records, 2001)

### Compilações
- Acervo Especial - Made in Brazil (BMG, 1995)

### Coletâneas
- Implosão do Rock (RCA Victor, 1975)
- Metal Rock (RGE Discos, 1985)
- Acervo Especial - Rock (BMG, 1992)